# Parc du Changpu
Le parc du Changpu (菖蒲河公园) est un parc situé sur les rives du Changpu (zh), près de la Cité interdite, à Pékin. 
Il abrite principalement le Musée d'Art de la Cité Impériale, ouvert en juin 2003.

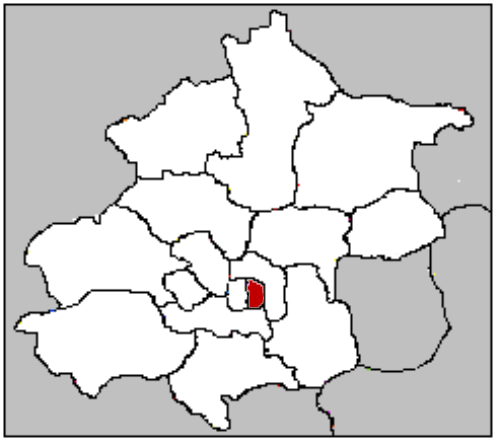
District de Dongcheng